# 烏茲衝鋒槍
烏茲衝鋒槍（英語：或），又称乌齐冲锋枪、烏奇衝鋒槍（Uzi 的常見中文稱呼源自於不同地區的民間音譯結果）。烏茲是以色列軍事工業的一种輕型衝鋒槍，由烏茲·蓋爾上尉於1948年設計。

## 歷史
烏茲衝鋒槍由以色列國防軍上尉（後升至少校）烏茲·蓋爾於第一次中東戰爭期間的1948年設計，1951年由以色列軍事工業作批量生產，並在1956年第二次中東戰爭中開始有限地裝備以色列國防軍，以軍士兵都普遍地對烏茲的表現表示滿意，其後開始量產。
當時的烏茲衝鋒槍是軍官、車組成員及炮兵部隊的自衛武器，亦是精英部隊的前線武器，六日戰爭時的以色列士兵認為烏茲衝鋒槍的緊湊外型及火力十分適合於清除叙利亚及约旦士兵所建的碉堡。另外，由於在雷根遇刺案當中，美國特勤局特工羅伯特·旺科（Robert Wanko）拔出一把烏茲進行戒備，使烏茲的名聲大振。
烏茲是一款結構簡單及易於生產的衝鋒槍，該武器以其設計者烏茲·蓋爾的名稱來命名，雖然當時他表明並不希望以其名字作武器名稱，但這請求被以色列政府駁回。

## 採用
烏茲衝鋒槍獲全世界武裝單位廣泛使用。由於有著比起早期衝鋒槍短小和輕便、操作簡易及成本低廉等優點，烏茲衝鋒槍成為一種十分有效的近戰武器，尤其是用於清除室內、碉堡及戰壕裡的敵人。同時也由於該槍體積小巧及容易維護，所以亦常見於機械化部隊，作為他們的自衛武器使用。
以色列國防軍的常規部隊雖然已將烏茲衝鋒槍除役，但其特種部隊單位至今仍然採用微型烏茲作為近身距離作戰武器之一，同時以色列武器工業（IWI）也持續生產烏茲的改進版和部件供外銷用途。
烏茲衝鋒槍在部分國家及一些軍火商均獲授權生產或非法仿製使用，取得合法生產的國家包括比利時（由FN生產）、西德、日本（由美蓓亞公司生產改良版“美蓓亞PM-9”）及前羅德西亞（名為「Rhuzi」）等，其他未獲授權下在本土生產烏茲仿製版的國家包括中華人民共和國（由北方工業生產的“320型衝鋒槍”）和伊朗等。其中伊朗在巴列維政權時期曾直接向以色列購買烏茲，但這個渠道隨著1979年伊朗伊斯蘭革命爆發後因以伊兩國交惡而中斷。伊朗伊斯蘭共和國後來以逆向工程方式仿製了烏茲，至今仍是其特種部隊的主要武器之一。有部份廠商更為其仿製的烏茲重新命名（但槍枝本身沒有改變），但這些非法仿製的山寨品通常都比不上原裝或授權生產的產品。
除以色列外，多個國家，包括美國的一些聯邦（如美國特勤局）及地方層級執法部門、特警隊、私人保安部隊，以至美軍都曾經裝備過烏茲，但現在則已普遍被HK MP5和其他更先進的衝鋒槍所取代。
除標準型烏茲衝鋒槍外，烏茲亦有多種不同長度及半自動的衍生型，這些衍生型現在仍是部份國家的特種部隊及執法部門的常用武器。
德國聯邦國防軍在1959年起裝備在西德合法生產的烏茲衝鋒槍，命名為“MP2”，直至2010年代才逐漸被MP7取代。斯里蘭卡在1990年代進口了數百把迷你烏茲及烏茲卡賓槍，現在仍是斯里蘭卡陸軍特種部隊及特警的武器。
由於各國的反恐部隊或特警隊於人質營救行動時會為了避免傷及無辜而傾向使用精度更高的武器，而烏茲衝鋒槍本身又是為純軍事用途而設計，其採用的開放式槍栓設計並不利於精準射擊，所以現在於大多數發達國家中的反恐部隊已經逐漸以HK MP5系列等重視精度的高性能衝鋒槍取代烏茲系列。踏入21世紀，考慮到越來越多恐怖份子和犯罪份子已穿著防彈衣甚至佩戴防彈盔，以美國為首的特種作戰部隊和執法機關戰術單位開始以短管的小口徑突擊步槍取代無法打穿防彈裝備的衝鋒槍。

## 設計

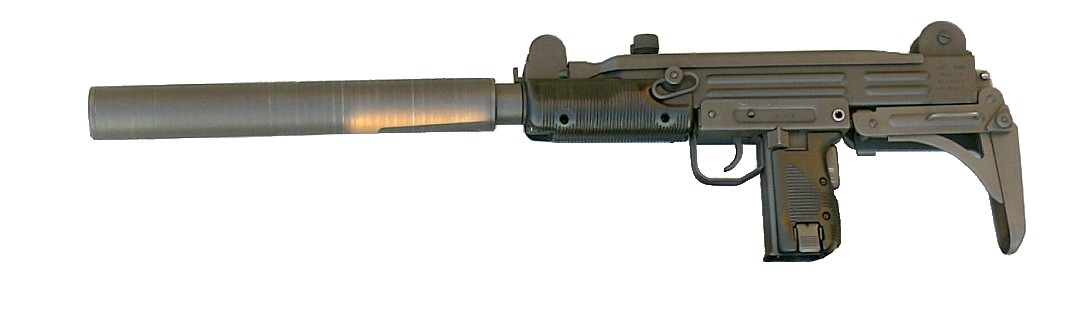
裝有消聲器的烏茲衝鋒槍

烏茲衝鋒槍採用衍生自捷克斯洛伐克CZ衝鋒槍的開放式槍栓及反沖作用設計，CZ系列也是第一種採用包絡式槍機的衝鋒槍，這種設計把彈匣位置改為在握把內，部份槍管會被機匣覆蓋，令總長度大幅下降，重量分佈更加平衡。而本身以CZ衝鋒槍為原型的烏茲也繼承了包絡式槍機的設計。
烏茲的機匣採用低成本的金屬沖壓方式生產，這可有效減少生產成本及所需的金屬原料，亦縮短了生產所需的時間，令大量生產時的成本大幅降低，而且也更容易進行維護及維修。
烏茲衝鋒槍運用了握把式保險（位於握把背部，必需保持按壓才可發射）的設計，使用者需用力按壓保險裝置才可扣動扳機開火，減低了走火的機會，彈匣內藏在手槍握把的設計有利於射手在黑暗環境時仍可快速更換彈匣。不過這種設計也提高了槍械的高度，從而減少了伏姿射擊時的空間。
烏茲是一種選射槍械，其射擊選擇桿設置在手槍握把上，有保險、半自動和全自動射擊三種模式。槍機拉柄則位於上機匣頂部前方。
由於開放式槍栓的設計較易受沙塵影響，當擊鎚釋放時，其拋殼口會同時關上以防止沙塵進入機匣造成故障。在沙漠或風沙較大的地區作戰時，射手需經常替其烏茲進行分解清理，以避免射擊時出現如卡彈等故障，這種缺點是所有開放式槍栓槍械的共通點。

## 口徑
烏茲衝鋒槍的常用口徑為9×19毫米帕拉貝倫，在民間市場上有些會被改膛為.22 LR、.41 AE、.45 ACP、.40 S&W及10毫米Auto等口徑。
9毫米口徑的彈匣容量為20、25、32、40及50發，甚至100發彈鼓，.22 LR及.41 AE則是10發，而.45 ACP為16發。

## 衍生型

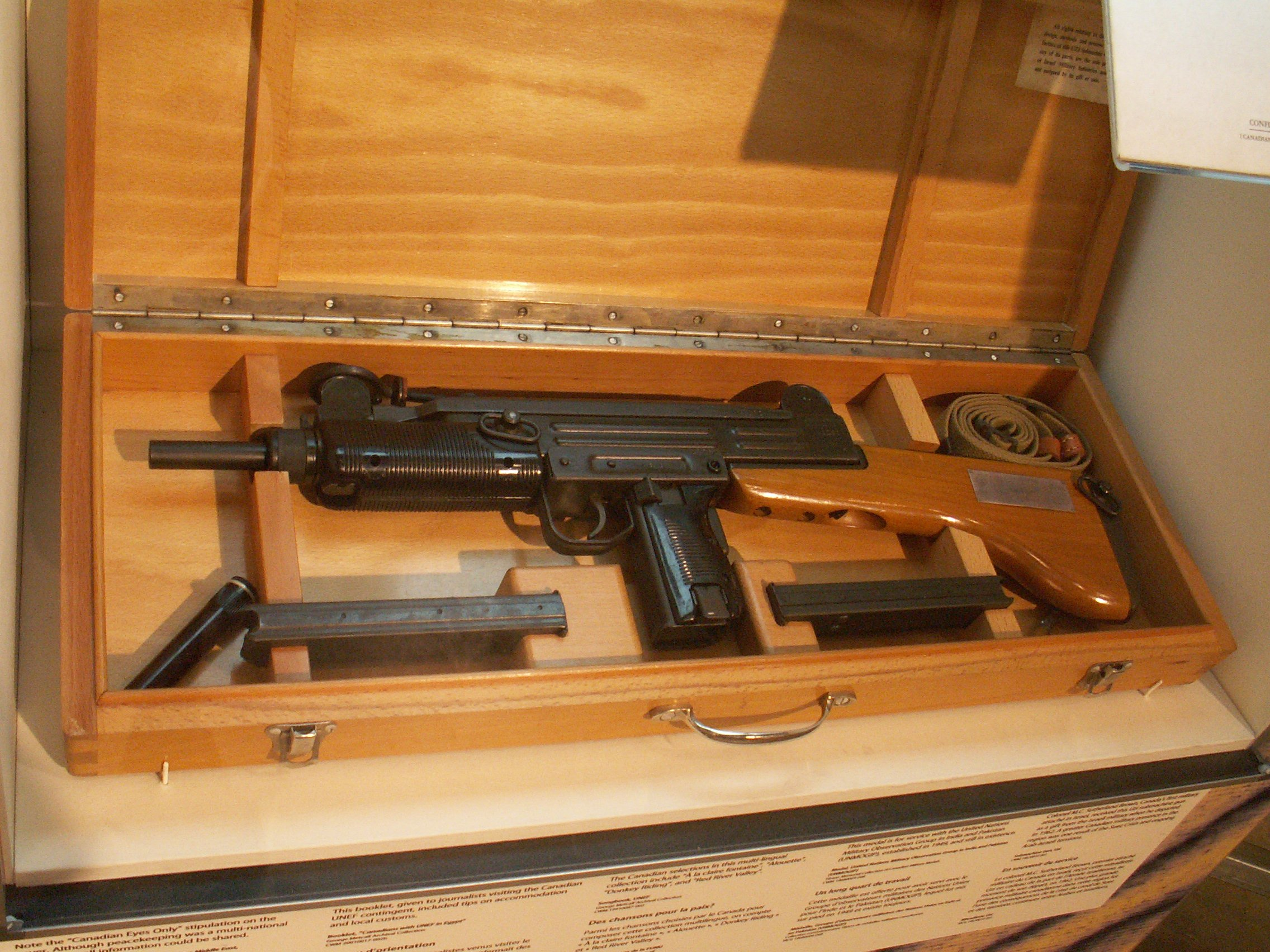
配備木制槍托的標準型烏茲

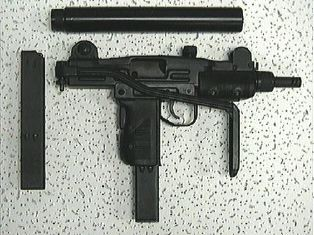
迷你烏茲

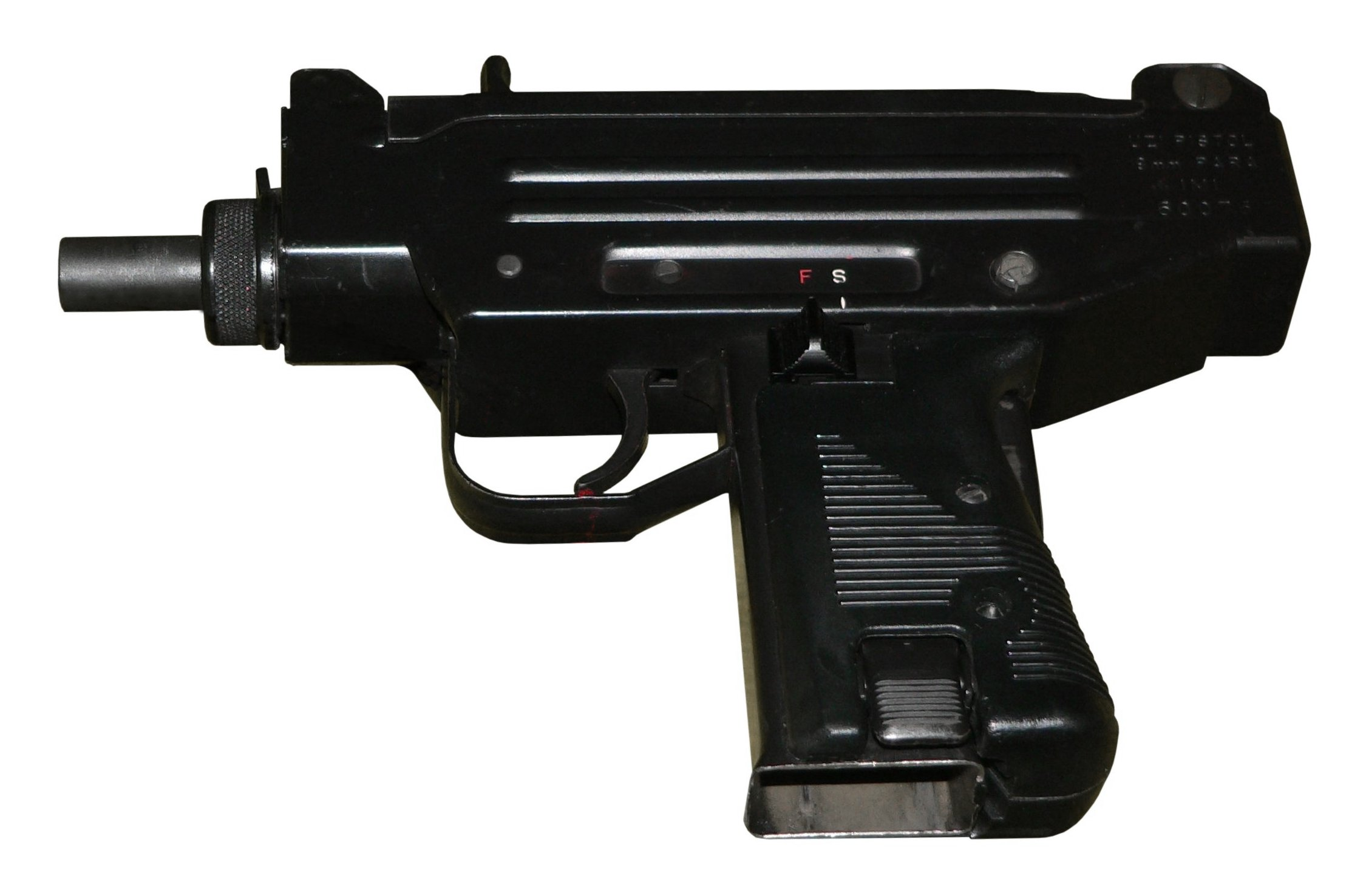
烏茲手槍

- 迷你烏茲（Mini Uzi）：1980年推出，以標準型縮短而成，也可歸類為衝鋒手槍。其口徑為9×19毫米帕拉貝倫，打開槍托後全長600毫米（23.62寸），槍托改為向右摺疊的鋼絲式，摺疊時全槍只有360毫米（14.17寸），槍管則長197毫米，初速為375米／秒，開放式槍栓版本的射速為950發／分鐘（約16發／秒），閉鎖式槍栓版本則為1,700發／分鐘（約28發／秒）[6]，裝上25發彈匣時重3.15公斤[7]，並可半自動或全自動射擊。
- 微型烏茲（Micro Uzi）：1990年代推出，比迷你烏茲還要進一步縮小和縮短的衝鋒手槍，同樣為9毫米口徑，打開槍托後全長460毫米（18.11寸），在鋼絲槍托向右摺疊時全長只有250毫米（9.84寸），槍管長117毫米，初速為350米／秒，由於回膛彈簧進一步縮短，其射速升至1,250發／分鐘（約21發／秒）[4]或1,700發／分鐘（約28發／秒）[6]，裝上25發彈匣時重2.2公斤，使用閉鎖式槍栓[7]，同樣具半自動或全自動射擊模式，扳機護環及握把的外型亦有所不同。微型烏茲設計上亦可用作個人防衛武器（PDW）。
- 傘兵微型烏茲（Para Micro Uzi）：為以色列反恐部隊特別設計的型號，為9毫米口徑，機匣頂部及底部加裝皮卡汀尼導軌，握把改為傾斜式以對應格洛克18全自動手槍的33發彈匣。扳機護環及握把的外型亦與標準型烏茲有所不同。
- 烏茲手槍（Uzi Pistol）：1984年推出，為微型烏茲的半自動手槍版本，為9毫米口徑，初速為345米／秒，主要用於出口到各地民間市場，設有制退器。
- 烏茲卡賓槍（Uzi Carbine）：標準型烏茲衝鋒槍的半自動版本，為9毫米口徑，槍管長400毫米（16寸），主要出口至各地民用市場。
- 迷你烏茲卡賓槍：（Uzi Mini Carbine）：迷你烏茲衝鋒槍的半自動版本，同樣為9毫米口徑，槍管長450毫米（18寸），主要用於出口到各地民間市場。
- Uzi PRO：最新推出的微型烏茲衍生型，裝有皮卡汀尼導軌。

### 其他國家的授權生產或未授權仿製型號
- BA-94：緬甸Ka Pa Sa工廠的授權生產型。
- 北方工業320：中華人民共和國中國北方工業公司的未授權仿製版本。
- Arma Ero：克羅地亞的仿制版本，另有縮小型Mini ERO。
- 821型：意大利的仿制版本。
- 美蓓亞PM-9：日本美蓓亞三美授權生產的迷你烏茲衍生型。

## 使用國
- 阿尔巴尼亚
- 阿尔及利亚
- 安哥拉[8]
- 阿根廷
- 奥地利

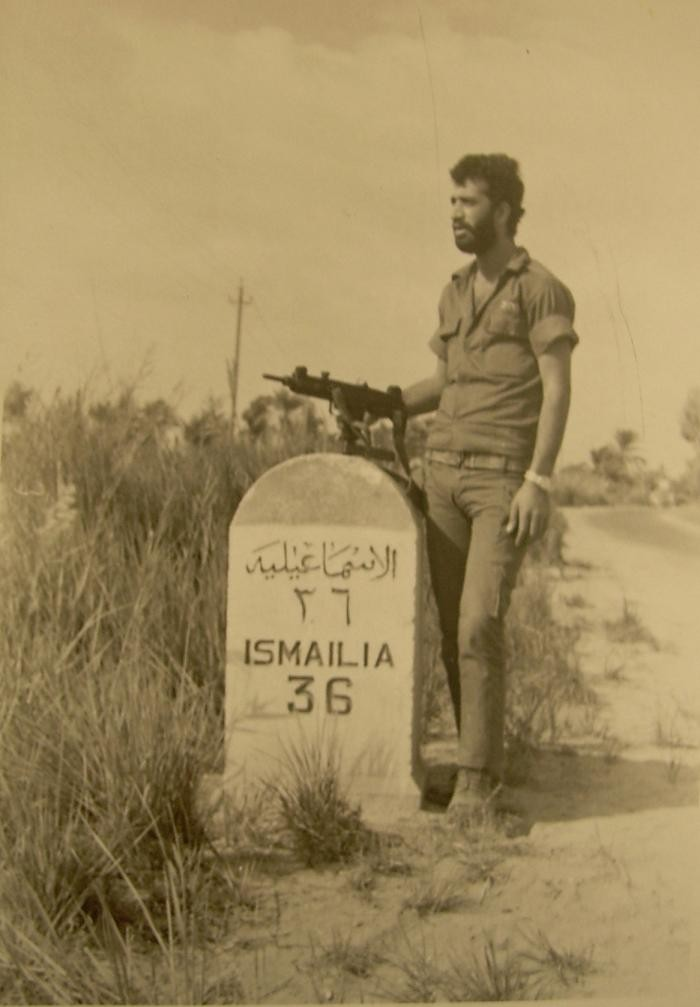
贖罪日戰爭期間的以色列士兵

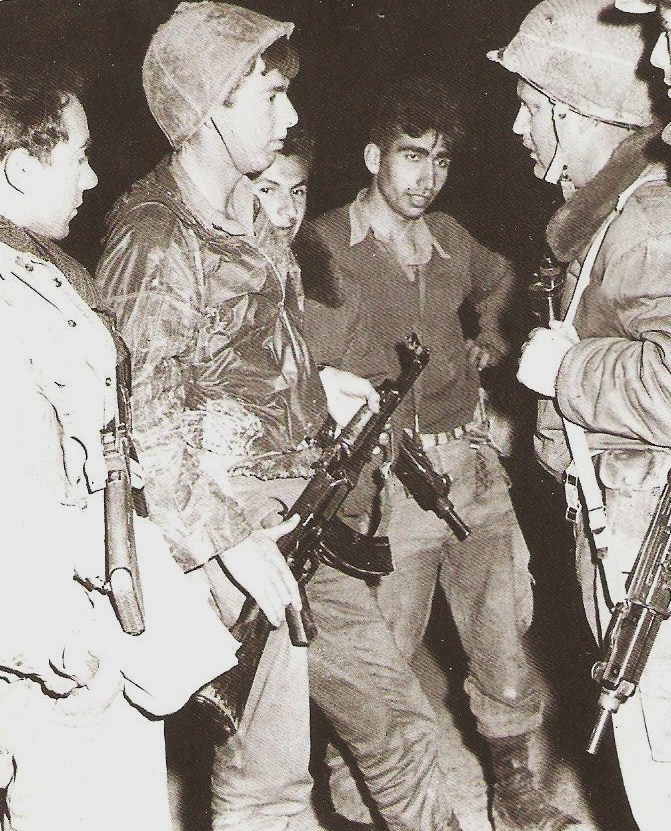
攜帶烏茲衝鋒槍（右）的以色列特種部隊幹員

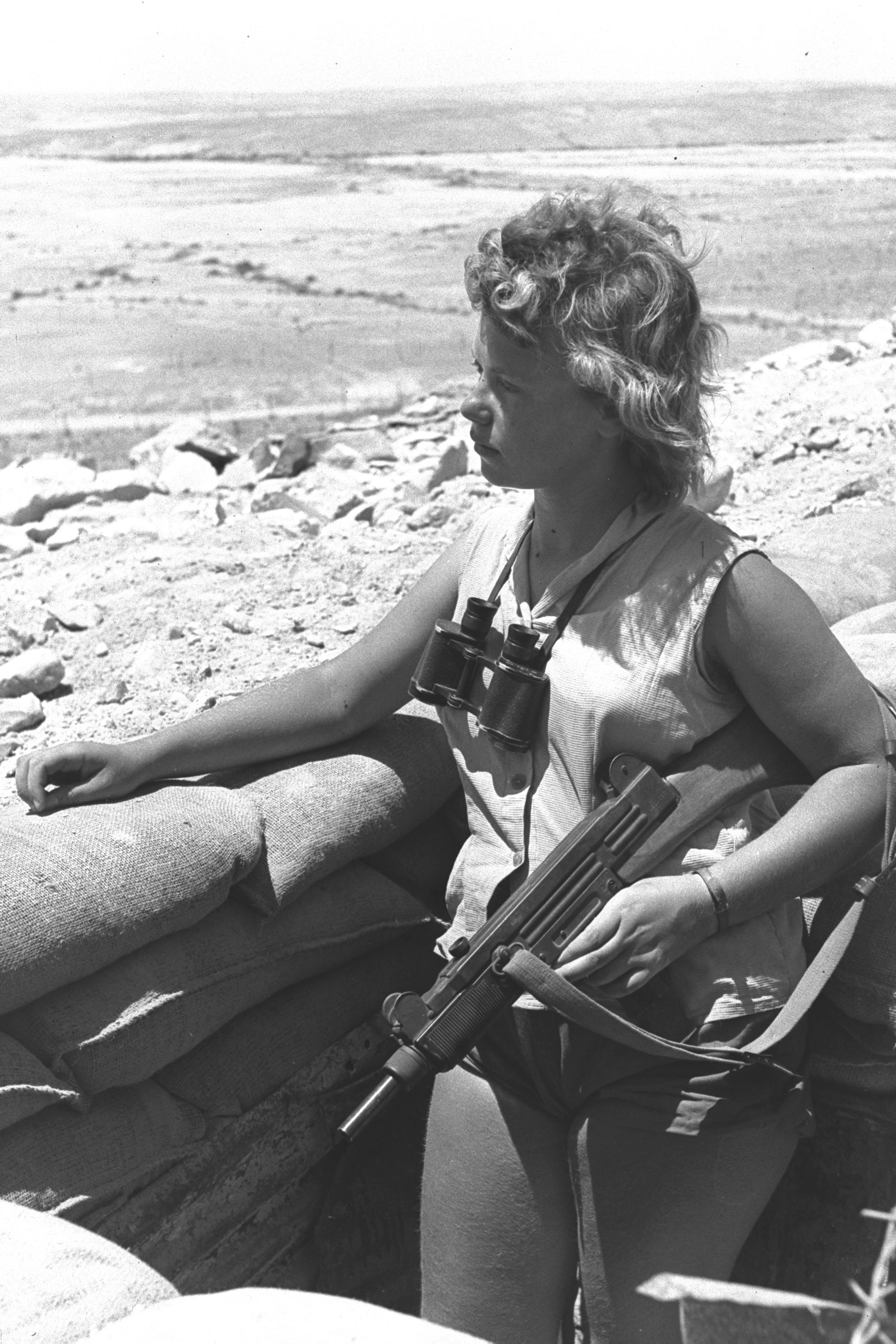
一名持烏茲衝鋒槍在內蓋夫警戒的以色列女兵

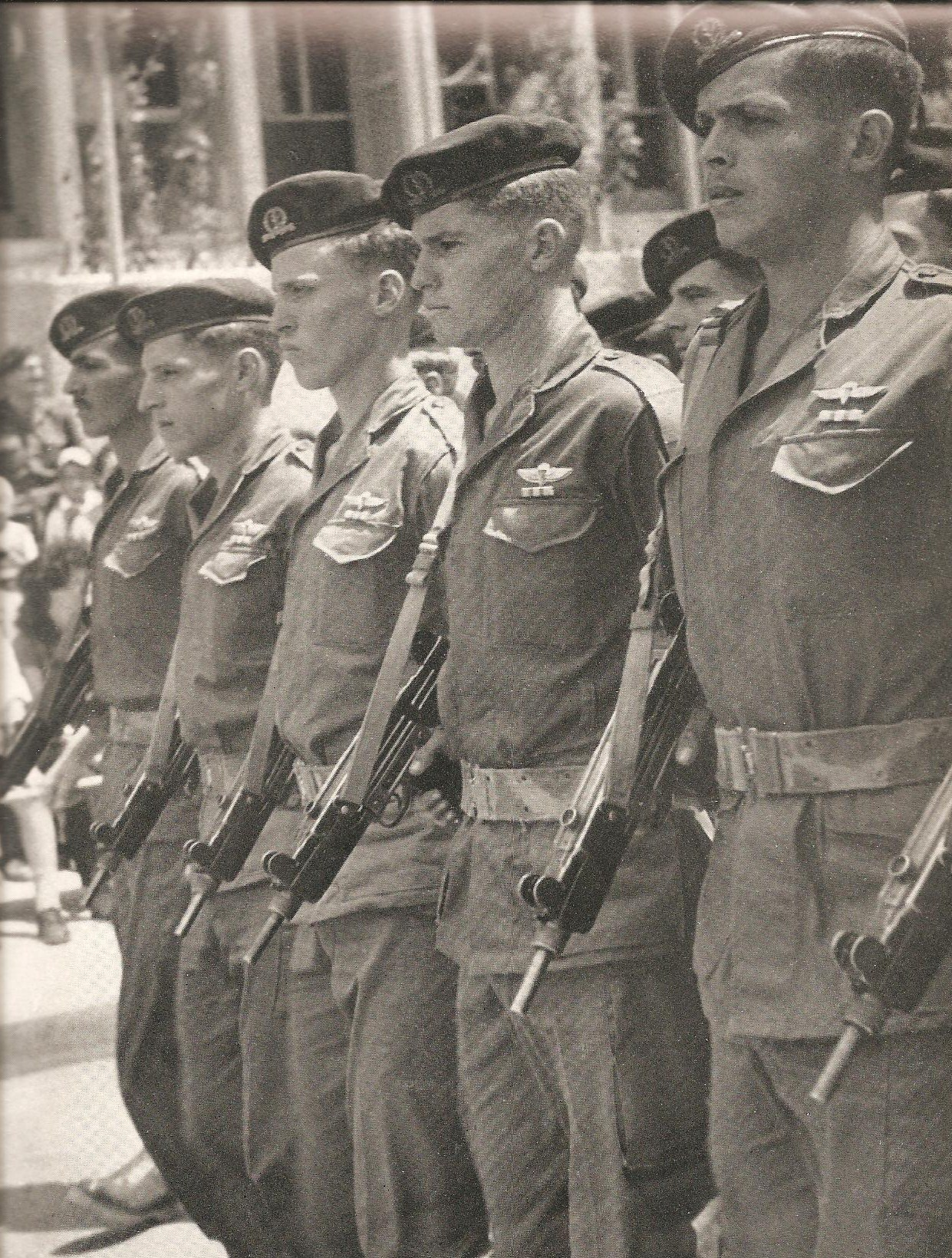
以色列國防軍的傘兵部隊於1959年閱兵儀式時出現的烏茲

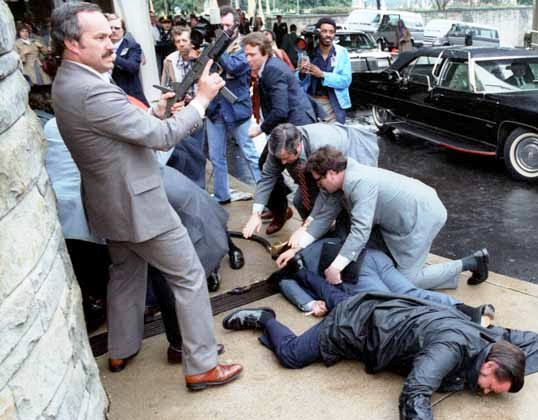
1981年雷根遇刺案中手持烏茲的美國特勤局特工

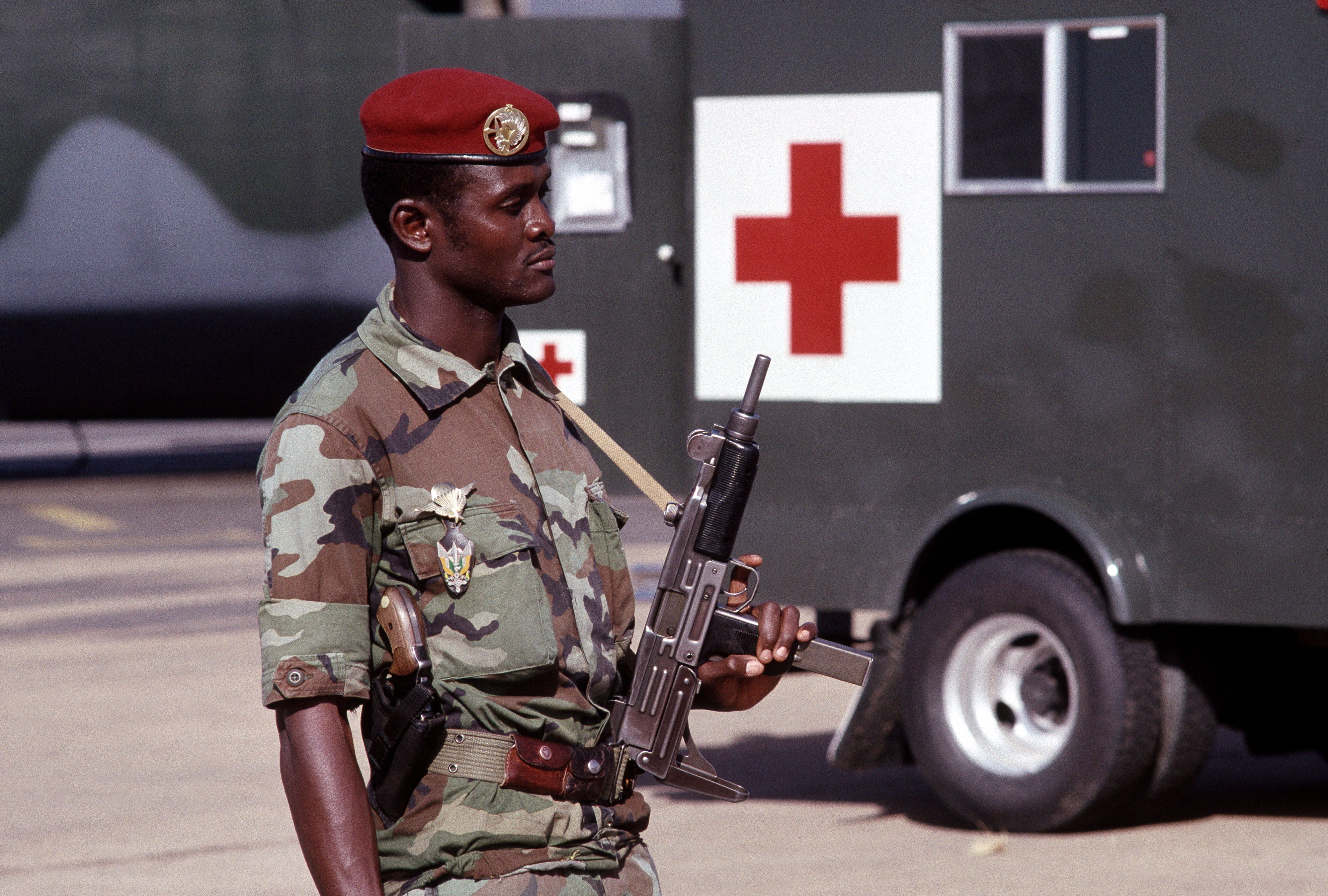
手持烏茲衝鋒槍的尼日爾士兵

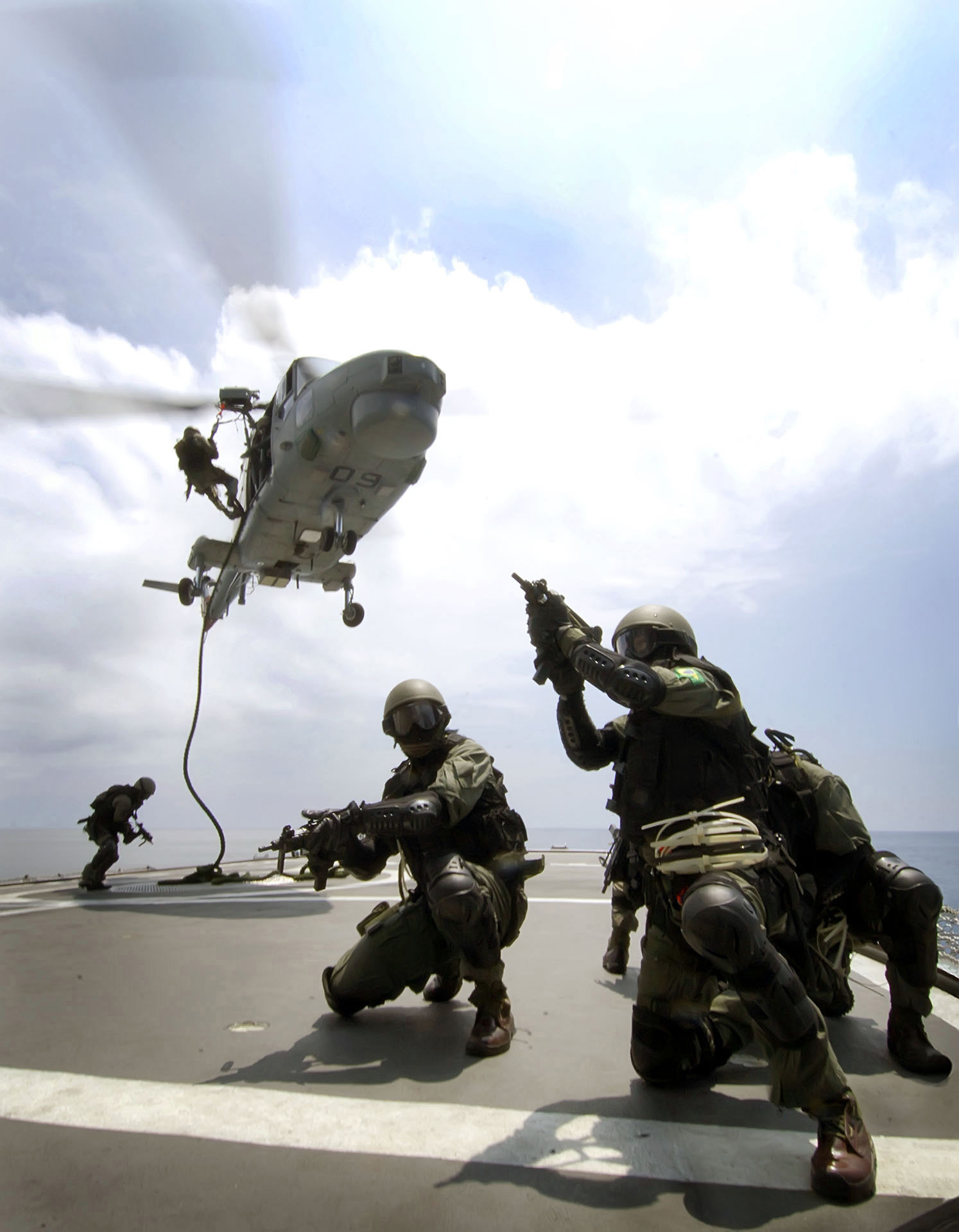
巴西海軍特種部隊使用微型烏茲

  - 奥地利聯邦內務部眼鏡蛇作戰司令部（標準型；目前已退役）
- - 亞塞拜疆軍隊特種部隊（迷你烏茲、微型烏茲）
- [9]
- 巴哈马
- 比利时[10][10]
  - 比利時國防軍（標準型；由FN公司授權生產，目前已退役）
- 百慕大
- 玻利维亚
- 巴西
- 保加利亚
- 柬埔寨
- 喀麦隆
- 中非[11]
- 智利
- 哥伦比亚
- 刚果共和国
- ：採用仿製版本（ERO、Mini ERO）
- 古巴
- 刚果民主共和国
- 薩爾瓦多
- 衣索比亞
- 爱沙尼亚
- 法國[12]
  - 法國軍隊（標準型、迷你烏茲；目前已退役）
    - 法國國家憲兵干預組（標準型；目前已退役）
- 加彭
- 德国
  - 德國聯邦國防軍（標準型；命名為「MP2」，將被HK MP7完全取代）
- 希腊
- 海地
- 匈牙利
- 印度
- 印度尼西亞
- 伊朗
  - 伊朗伊斯蘭共和國武裝部隊特種部隊（標準型；部份為當地生產的仿製品）
- 伊拉克
- 愛爾蘭
- 以色列
  - 以色列國防軍（標準型、迷你烏茲、微型烏茲、烏茲Pro）
- 義大利
  - 義大利國家警察（英语：Polizia di Stato）
- - 特種部隊單位（標準型）
- 科索沃
- 拉脫維亞
- 黎巴嫩
- 利比里亚
- 立陶宛
- 盧森堡
  - 盧森堡大公國軍（標準型；目前已退役）
- 马达加斯加
- 马来西亚
- 馬爾他
- 墨西哥
- 緬甸：採用仿製版本。
  - 緬甸國防軍
  - 緬甸警察部隊
- 尼泊尔
- 荷蘭
- 尼加拉瓜
- 尼日尔
- 奈及利亞
- 巴基斯坦
- 巴拿马
- 巴拉圭
- 秘魯
- 菲律賓
- 波蘭
  - 波蘭軍隊行動應變及機動組（迷你烏茲）
- 葡萄牙
- 羅馬尼亞
  - 憲兵
- 卢旺达
- 塞爾維亞
  - 特種部隊單位
- 新加坡
- 南非：當地授權生產。
- 南蘇丹
- 西班牙
- 斯里蘭卡
- 苏丹
- 苏里南
- 叙利亚[12]
- 中華民國[13]
  - 中華民國特種警察（標準型、迷你烏茲）
  - 海洋委員會海巡署
- 泰國
- 多哥
- 千里達及托巴哥
- 突尼西亞
- 土耳其
- 乌干达
- 乌克兰
  - 烏克蘭軍隊（標準型；俄羅斯入侵烏克蘭期間由比利時或其他歐洲國家軍援提供）
  - 內務部特種部隊（迷你烏茲）
- 美国[12][14]
  - 美國軍隊（標準型；已退役）
    - 美國海軍陸戰隊
    - 美國特種作戰司令部

  - 美國特勤局（標準型；已退役）
  - 部分地方警察局的特種武器和戰術部隊（標準型；已退役）
- 乌拉圭
- - 烏茲別克國家安全局特種部隊（微型烏茲）[15]
- 委內瑞拉
- 越南[16]：包括當地仿製型。
  - 越南人民軍特工部隊（微型烏茲）
- 辛巴威

### 過去用户
- 羅德西亞：當地授權生產。
- 南越

## 流行文化
在電視節目、電影和電子遊戲中烏茲衝鋒槍出現的比率相當高，特別是雙手各自持槍作掃射不同目標的畫面。

### 電視節目
- 2003年—《極限權利第二季》：型號為標準型烏茲和迷你烏茲：
  - 標準型烏茲於第1集由法國特種部隊所使用。
  - 迷你烏茲於第1集由法國特種部隊所使用，也於第3集開頭由騎摩托車的槍手所使用。
- 2009年—《終極武器（英语：Ultimate Weapons）》
- 2020年—HBO原創影集《眼淚谷之戰（英语：Valley of Tears (TV series)）》中參與贖罪日戰爭中的以色列國防軍士兵使用。

### 電影
- 1984年—：型號為標準型烏茲，由主角T-800（阿諾德·施瓦辛格飾演）於槍店裡搶奪，並在酒吧裡火拼期間使用。
- 1986年—《英雄本色》：由马克李（周润发饰演）饰演在电影结尾时使用。
- 1987年—《英雄本色2》：由李亞健（周潤發飾演）和宋子豪（狄龍飾演）所使用。
- 1992年—《殺手悲歌》
- 1993年—：為標準型烏茲，由“黑幫成員一號”（奧古斯丁·羅德里格斯飾演）用以向主角威廉·福斯特（麥克·道格拉斯飾演）復仇，卻被福斯特所搶奪，並反過來用於射傷該槍的前主人。
- 1994年—：型號分別為微型烏茲和迷你烏茲。
  - 微型烏茲由瑪蒂達的父親（邁克·巴達魯科飾演）及其手下所使用。
  - 迷你烏茲由瑪蒂達的父親雙持使用，亦由紐約市警察局特種武器和戰術部隊所使用。
- 1994年—《魔鬼大帝：真實謊言》：型號為迷你烏茲。當海倫（潔美·李·寇蒂斯飾演）開槍時因承受不住後座力不慎將手中的烏茲掉落，結果烏茲滾下樓梯的過程中卻誤打誤撞擊斃多名聖戰者。
- 1995年—《攻殼機動隊》：型號為迷你烏茲。一名被傀儡師洗腦的人使用一把中國仿製裝有穿甲子彈的迷你烏茲摧毀了主角乘坐的裝甲車。
- 1995年—《哥吉拉vs戴斯特洛伊亞》：由特殊急襲部隊用以對付幼體戴斯特洛伊亞。
- 1999年—：型號為微型烏茲，由湯瑪斯·“尼奧”·安德森（基努李維飾演）和崔妮蒂（凱莉安摩絲飾演）所使用，片中角色雙持使用。
- 2000年—《大逃殺》及其三維版：
  - 標準型烏茲原為男子10號笹川龍平（鄉志郎飾演）的分配武器，後來被男子6號桐山和雄（安藤政信飾演）搶奪而成為其標誌性武器。
  - 微型烏茲原為女子16號中川有香（花村憐美飾演）的分配武器，中川有香死後被女子17號野田聰美（神谷涼飾演）搶奪，野田聰美死後由男子15號七原秋也（藤原龍也飾演）使用。
- 2002年—：型號為迷你烏茲和微型烏茲，由抵抗軍所使用。
- 2003年—：型號為標準型烏茲及微型烏茲，前者由一名梅羅文加的手下用以攻擊尼奥；後者由崔妮蒂（凱莉安摩絲飾演）雙持使用。
- 2005年—：型號為標準型烏茲、迷你烏茲和微型烏茲，皆為尤里·奧洛夫（尼古拉斯·凱奇飾演）所出售過的軍火。
- 2006年—：型號為標準型烏茲及迷你烏茲，由黑幫成員所使用。
- 2007年—
- 2007年—：型號為迷你烏茲，由一名生還者所使用。
- 2007年—：型號為標準型烏茲，由法蘭克·盧卡斯的幫派成員所使用。
- 2008年—：型號為微型烏茲，由其中一名殺手所使用。
- 2009年—：型號為標準型烏茲及微型烏茲，由脫衣舞娘和黑幫成員所使用。其中一枝微型烏茲亦被主角契夫·查理奧斯（傑森·史塔森飾演）所繳獲。
- 2010年—《突擊（英语：突擊（2010年電影））》：型號為微型烏茲，由GIA恐怖組織成員所使用。
- 2011年—：型號為標準型烏茲，由史提夫·麥肯納（班·佛斯特飾演）於訓練期間所使用。
- 2012年—：型號為標準型烏茲，由伊朗革命衛隊所使用。
- 2012年—：型號為迷你烏茲，由一名恐怖份子所使用。
- 2014年—: 型號為標準型烏兹和迷你烏兹，由黑幫集團組織的成員和殺手所使用，並出現於黑幫組織火併的戰鬥場面。
- 2014年—：型號為微型烏茲，由韓國黑幫張先生（崔岷植飾演）所使用，會雙持。
- 2016年—《湄公河行動》：型號為微型烏茲，由一名毒販的少年成員所使用，亦曾被高剛（張涵予飾演）所繳獲。

### 電子遊戲
- 1987年—《野狼計劃》：玩家的主要武器。
- 1996年—《古墓奇兵》：型號為微型烏茲，雙手持槍。之後直到2000年的《回憶錄》為止於系列作中均有出現，為女主角蘿拉·卡芙特的招牌武器。
- 2000年—《系列》
- 2001年—：由美軍所使用。
- 2002年—《全球行動（英语：Global Operations）》：為標準型烏茲，可搭配選購滅音器使用。
- 2002年—：型號為迷你烏茲，取得兩把時可以雙手持槍射擊，或搭配US SOCOM模組與M1911A1雙手持槍射擊。
- 2002年—《俠盜獵車手：罪恶都市》：型號為標準型烏茲。
- 2004年—《俠盜獵車手：聖安地列斯》：称为「Micro SMG（迷你微冲）」，型號為迷你烏茲，在技能点满后可双持。
- 2007年—《絕對武力Online》：型號為迷你烏茲，槍托長期處於伸展位置，命名為「烏茲」。韓國版已於2015年3月12日推出。
  - Dual Uzi：雙持版本，其上機匣、槍托板和彈匣均改以白銀材料打造，兩把槍的上機匣亦分別刻有「VENI VIDI VICI」和「ALEA IACTA EST」的字眼。載彈量合共為80發，並能夠展開其摺疊式槍托以降低後座力，同时能够提升换弹速度。
- 2007年—及重製版：型號為迷你烏茲，命名為“Mini-Uzi”，玩家角色使用時會以單手握持，且槍托處於摺疊位置。戰役模式中由俄羅斯極端民族主義黨武裝份子（包括維克多·扎卡耶夫）所使用。在聯機模式於等級13解鎖，並可使用紅點鏡、ACOG光學瞄準鏡及消音器。
- 2007年—《穿越火线》：型号为迷你乌兹和微型乌兹。
  - 迷你乌兹被称为“UZI”，创建角色后即可购买，6,000GP永久，以32发弹匣供彈。
  - 微型乌兹以雙持姿态出现，命名为“乌兹双枪”，最初以点券武器之姿出现，2014年12月17日后改为GP贩卖，9,000GP永久，两把枪各使用25发共50发弹匣。
- 2008年—：型號為標準型烏茲，命名為「衝鋒槍」，槍托處於收縮位置，以50發彈匣供彈，附有手電筒。玩家角色使用時會以單手握持。
- 2008年—：為標準型烏茲，命名為“UZI”，裝有消音器，槍托處於收縮位置，聯機模式中為特技兵解鎖武器。彈匣內裝填60發子彈。第一人稱視角中的武器模組採用鏡像佈局（拋殼口位於左邊）。
- 2008年—《戰地之王》：為偵察兵的專用武器，在商城以遊戲幣作為永久販賣，型號為標準型烏茲，原廠（韓）在於2012年更新了外型與加裝戰術導軌而命名為Uzi Mod 0，同時也增添改裝零件供玩家使用。
- 2008年—：型號為標準型烏茲，命名為“Uzi”，以30發彈匣供彈。在游戲裏第一人稱視角中的武器模組採用鏡像佈局（拋殼口在左邊）。
- 2009年—及重製版：型號為迷你烏茲，命名為“Mini-Uzi”，玩家角色使用時會以單手握持，且槍托長期處於摺疊位置。戰役模式中由俄羅斯極端民族主義黨武裝力量、約翰·“肥皂”麥克塔維什、巴西武裝團伙及阿富汗叛軍所使用。在聯機模式於等級44解鎖，並可使用紅點鏡、先進戰鬥光學瞄準鏡、全息瞄準鏡、熱能探測式瞄具、延長彈匣（增至48發）、消音器、全金屬披甲彈（英语：Full metal jacket bullet）、射速增加及雙持。
- 2009年—：型號為標準型烏茲，命名為「衝鋒槍」，槍托處於摺叠位置，以50發彈匣供彈，附有手電筒。玩家角色使用時會以單手握持。
- 2010年—：為標準型烏茲，命名為“UZI”，裝有消音器，槍托長期處於收縮位置，聯機模式中為工程兵解鎖武器。第一人稱視角中的武器模組採用鏡像佈局（拋殼口位於左邊）。
- 2010年—：型號為標準型烏茲，命名為“Uzi”，射速比真槍略高，槍托預設處於摺叠位置（使用“握把”改裝時才會伸展槍托）。戰役模式時由蘇聯軍隊所使用。聯機模式時於等級23解鎖，並可使用紅點鏡、ACOG光學瞄準鏡、反射式瞄準鏡、握把（實際為槍托）、消音器、延長彈匣（增至48發）及增加射速。
- 2012年—：型號為標準型烏茲，命名為“Uzi”，射速比真槍略高，槍托預設處於摺叠位置（使用“握把”改裝時才會伸展槍托）。只在戰役模式及殭屍模式中登場，由巴拿馬國防軍、威嚴大隊（英语：Dignity Battalions）以及梅嫩德斯販毒集團所使用，並於玩家完成“Celerium”關卡以後解鎖。能夠使用改裝包括：反射式瞄準鏡、抑制器、長槍管、快速重裝彈匣、握把（實際為槍托）以及增加射速。
- 2012年—《战争前线》：型号为迷你乌兹以及乌兹PRO，均为工程兵专用武器：
  - 迷你乌兹命名为“Mini UZI”，以30发弹匣供彈，枪械顶部与底部均加装皮卡汀尼导轨，并改用重新定位拉机柄，同时亦在生存模式“大白鲨”中由黑木帝国楼管所使用。中国大陆服务器为K点购买，欧美与俄罗斯服务器为专家解锁，均可以改装枪口配件（通用消音器、冲锋枪消音器、冲锋枪制退器）、战术导轨配件（通用握把、冲锋枪握把、冲锋枪握把架）以及瞄准镜（EOTECH 553全息瞄准镜、绿点全息瞄准镜、红点瞄准镜、冲锋枪普通瞄准镜、冲锋枪高级瞄准镜、冲锋枪专家瞄准镜）。
  - 乌兹PRO命名为“UZI PRO”，以36发弹匣供彈。为大师级解锁，可以改装枪口配件（乌兹PRO专用制退器、乌兹PRO专用消音器）以及瞄准镜（EOTECH 553全息瞄准镜、绿点全息瞄准镜、红点瞄准镜、冲锋枪普通瞄准镜、冲锋枪高级瞄准镜、冲锋枪专家瞄准镜、Mepro 21反射式瞄准镜（英语：Meprolight）），并且可以以通过更换战术导轨配件的方式选择將前握把收纳或者展开，默认为展开前握把，效果等同于冲锋枪握把，收纳前握把则会提高提高武器切换速度以及装填速度；默认配置为乌兹PRO专用制退器、展开前握把以及机械瞄具。
- 2013年—《俠盜獵車手V》：游戲中其模型近似迷你烏茲，命名為「小型衝鋒槍」。
- 2013年—《2》：型號為標準型烏茲及微型烏茲（預設），兩者均使用正確命名，可在黑市購買後並另外花費自行組裝。
- 2015年—：型號為標準型烏茲，命名為「Uzi」，配備重新定位拉機柄，槍托處於展開位置，以32發彈匣供彈，聯機模式時預設裝上眼鏡蛇紅點鏡，能夠由罪犯機械師（Mechanic）所使用（執法機關解鎖條件為：以任何陣營進行遊戲使用該槍擊殺1,250名敵人後購買武器執照），價格為$18,000，在多人模式中無法切換射擊模式（只能全自動射擊）。可加裝各種瞄準鏡（反射、眼鏡蛇、全息瞄準鏡（放大1倍）、PKA-S（放大1倍）、Micro T1、SRS 02、Comp M4S、M145（放大3.4倍）、PO（放大3.5倍） 、ACOG（放大4倍）、PSO-1（放大4倍）、IRNV（放大1倍）、FLIR（放大2倍））、附加配件（傾斜式紅點鏡、延長彈匣、電筒、戰術燈、激光瞄準器）、槍口零件（制退器、補償器、重槍管、抑制器、消焰器）及握把（垂直握把、粗短握把、直角握把）。單人模式當中則能夠由主角尼古拉斯·門多薩所使用。
- 2017年—《絕地求生》：型號為微型烏茲，玩家可在地圖中搜尋獲得。可装配补偿器、消焰器、消音器、枪托、快速彈匣、加长彈匣、快速加长弹匣，雖然射速極快, 但威力極低，甚至比手槍的威力更少。2020年7月24日更新之後可以加裝瞄準鏡。
- 2018年—《叛亂：沙漠風暴》：型號為標準型烏茲，命名為“Uzi”，配備重新定位拉機柄，槍托處於展開位置，為叛軍專屬武器。
- 2019年—：型號為標準型烏茲（預設），命名為“Uzi”，槍托預設處於伸展位置（可透過改裝移除原裝槍托、更換木托或其他槍托），外觀與真槍稍有不同。戰役模式中由烏茲克斯坦解放軍、阿蓋塔拉恐怖組織和巴可夫屬下的俄軍部隊所使用。聯機模式中為解鎖武器，並可進行定制改裝。
- 2021年—《虹彩六號：圍攻行動》第六年第四季更新，型號為標準型烏茲，命名為“UZK50GI”，使用特勤幹員為“THORN”，可配搭紅點瞄準器，全像瞄準器或反射瞄準器，槍管配置有消音器，消焰器，補償器或制退器，握把配件有直角握把和轉角握把，其他配件有雷射瞄準器，配件可以根據玩家的偏好進行改裝。
- 2021年—《蔚藍檔案》：柚鳥夏的固有武器「Beyond The Lumination」原型。
- 2023年—《決勝時刻：現代戰爭III 2023》：型號為標準型烏茲、微型烏茲及烏茲Pro。
  - 標準型烏茲命名為“WSP-9”，歸類為衝鋒槍。
  - 微型烏茲命名為“WSP Stinger”，歸類為手槍。
  - 烏茲Pro命名為“WSP Swarm”，歸類為衝鋒槍。

### 動畫
- 2006年—《名偵探柯南：偵探們的鎮魂歌》：型號為標準型烏茲，由怪盗基德所使用。
- 2006年—：型號為標準型烏茲，由劇中多個勢力的黑幫及犯罪組織所使用。
- 2008年—《神槍少女II》：型號為微型烏茲，由蓓特莉琪所使用。
- 2009年—《幻灵镇魂曲》：型號為標準型烏茲，由日本黑幫成員所使用，也曾被女主角江漣／Ein所繳獲。
- 2011年—《緋彈的亞莉亞》：型號為標準型烏茲，於第1話及第3話由武偵殺手架設在攝位車及雷諾Spider跑車以上，兩者也是搖控操作。
- 2013年—《噬血狂襲》：型號為微型烏茲，由男主曉古城的父親曉牙城所使用。
- 2014年—《刀劍神域II》：型號為標準型烏茲，於第6話由與“桐人”對戰的其中一名“BOB”參賽者所使用。該槍最後被“桐人”以光劍砍成兩半。
- 2016年—《文豪野犬》：型號為標準型烏茲，為第一季第三集港口黑手黨游擊隊成員樋口一葉欺騙偵探社，進而襲擊中島敦眾人時所使用之武器。

### 漫畫
- 2008年—《肯普法》：型號為標準型烏茲，由山川涼花所使用。
- 2011年—《緋彈的亞莉亞AA》：型號為微型烏茲，由間宮明里所使用。
- 2009年—《槍械少女》：標準型烏茲作為槍枝擬人角色登場，和同為槍枝擬人角色的MP5A2衝鋒槍是死對頭。

### 輕小說
- 2008年—《緋彈的亞莉亞》：型號為標準型烏茲，由昭昭（曹操）三姊妹中的炮娘所使用。